# سعادت أباد (خبريز)
سعادت أباد (بالفارسية: سعادت‌آباد) هي قرية تقع في إيران في قسم خبریز الريفي. يقدر عدد سكانها بـ 157 نسمة .